# Dustin Hoffman
Dustin Lee Hoffman (Los Ángeles, California, 8 de agosto de 1937), conocido artísticamente como Dustin Hoffman, es un actor, comediante y director estadounidense. Ha ganado en dos ocasiones el Óscar de la Academia de Cine de Hollywood al mejor actor. Hoffman obtuvo elogios críticos por protagonizar la obra Eh?, por la cual ganó un premio de teatro mundial y un premio Drama Desk. Este logro fue seguido pronto por su papel en la película de El graduado, de 1967. Desde entonces, su carrera se ha centrado en gran medida en el cine, con retornos esporádicos a la televisión y al escenario. 
Algunas de sus  películas más notables son: Midnight Cowboy, Pequeño Gran Hombre, Perros de paja, Papillon, Lenny, Marathon Man, Todos los hombres del presidente, Kramer contra Kramer, Tootsie, Rain Man, Hook y Wag the Dog. Hizo su debut como director en el 2012, con Quartet.
Junto con dos premios Oscar, Hoffman ha sido nominado otras cinco veces, fue nominado para trece Globos de Oro, y ganó seis (incluido un premio honorífico). Ha ganado cuatro BAFTA, tres premios Drama Desk, dos premios Emmy y un premio Genie. Hoffman recibió el AFI Life Achievement Award, en 1999, y el Kennedy Center Honors Award, en el 2012.

## Biografía

### Primeros años
Dustin Lee Hoffman nació en Los Ángeles, siendo el segundo hijo de Harry Hoffman (1908-1987) y Lillian (nombre de soltera Gold; 1909-1982). Su padre trabajaba como decorador en el set de apoyo de Columbia Pictures antes de convertirse en vendedor de muebles.
Hoffman fue nombrado así en honor al actor de cine mudo Dustin Farnum. Su hermano mayor, Ronald, es abogado y economista. La familia Hoffman es judía asquenazí de inmigrantes de Kiev (Ucrania) y de Iași (Rumanía).
Su educación no fue religiosa. A este respecto dijo, "No tengo ningún recuerdo de celebrar fiestas mientras crecía que fueran judías", y que se había dado cuenta de que era judío aproximadamente a los 10 años.
Se graduó en la Escuela Secundaria de Los Ángeles en 1955 y se inscribió en Santa Monica College con la intención de estudiar medicina, dejándolo después de un año para unirse a la Pasadena Playhouse. Hoffman, que inicialmente quería ser pianista clásico, estudió piano durante su juventud. Mientras estaba en Santa Monica College, dio clases de actuación, que consideró sencillo y cautivador. Dijo posteriormente: "Simplemente no estaba dotado para la música. No tenía oído."
Cuando le comentó a su familia el sueño de ser actor, su tía Pearl le dijo, "No puedes ser actor. No eres los suficientemente atractivo." Se fue a estudiar al Pasadena Playhouse, donde coincidió con Gene Hackman, otro alumno que se convertiría en un reconocido actor.

### 1960-1967ː Inicios de su carrera en el teatro
Hoffman tuvo que realizar algunos trabajos poco convencionales para ganarse la vida en los siguientes diez años. Muchas veces desempleado y persiguiendo su sueño, un tipo de vida que llevaría a la pantalla en la comedia Tootsie. Hoffman compuso una canción llamada "Shooting the Breeze", junto a Bette Midler que escribió la letra.
Su primer papel fue una obra junto a Gene Hackman. Después de dos años allí, Hackman se fue a Nueva York y Hoffman siguió sus pasos poco después. Hoffman, Hackman, y Robert Duvall vivieron junto en la década de los 60, mientras que los tres se centraron en encontrar trabajos de actuación. Hackman recuerda de esa época, "La idea de que a cualquiera de nosotros le iría bien en las películas simplemente no se nos ocurrió. Solo queríamos trabajar". Vanity Fair escribiríaː  Durante este período, Hoffman obtuvo ocasionalmente pequeños papeles en televisión, incluidos anuncios, pero, al necesitar ingresos, se desanimó y se dedicó a dar clases durante un tiempo.
Hoffman se puso a estudiar interpretación y se matriculó en la famosa escuela de interpretación Actor's Studio, donde se formó en «interpretación metódica». En 1960 Hoffman fue elegido para un pequeño papel en una producción off-Broadway al que le siguió su debut en Broadway con la producción, A Cook for Mr. General (1961). En 1962, apareció en la producción veraniega del Rabbit Run Theatre Write Me A Murder en Madison (Ohio) y fue ayudante de dirección de Ulu Grosbard en The Days and Nights of BeeBee Fenstermaker en el Sheridan Square Playhouse. En 1964, Hoffman apareció en Three Men on a Horse del McCarter Theatre de la Universidad de Princeton y en 1965, en Harry, Noon and Night con Joel Grey. Grosbard y Hoffman se unirían nuevamente en la grabación de 1965 de Muerte de un viajante junto a Lee J. Cobb y Mildred Dunnock, con Hoffman haciendo el papel de Bernard. Volvió a ocupar el cargo de ayudante de producción para la obra de 1965 de A View from the Bridge junto a Robert Duvall y Jon Voight y a finales de 1965, apareció en The Subject Was Roses en Broadway. Hoffman obtuvo buenas críticas en la obra de off-Broadway The Journey of the Fifth Horse y, le siguió otro éxito de crítica con la obra Eh? de Henry Livings, estrenada en el Circle in the Square Theatre el 16 de octubre de 1966, por el que recibió el Premio Drama Desk. Sidney W. Pink, productor de cine y pionero del 3D en el cine, descubrió a Hoffman en una de las muchas obras que hizo en esa época en el off-Broadway con Madigan's Millions. También en esa época, Hoffman comenzó a ser un habitual en películas y la televisión como las series Naked City, The Defenders y Hallmark Hall of Fame.
Hoffman hizo su debut cinematográfico com The Tiger Makes Out en 1967, junto a Eli Wallach. En 1967, justo después de acabar el rodaje de The Tiger Makes Out, Hoffman voló de New York City a Fargo (Dakota del Norte), donde dirigió las producciones teatrales de  Two for the Seesaw de William Gibson y The Time of Your Life de William Saroyan para la Fargo-Moorhead Community Theatre. Los mil dólares que recibió por el contrato de ocho semanas de trabaja era todo lo que tenía para sobrevivir hasta que se le llegaran los honorarios por la película.

### 1967ːEl graduado

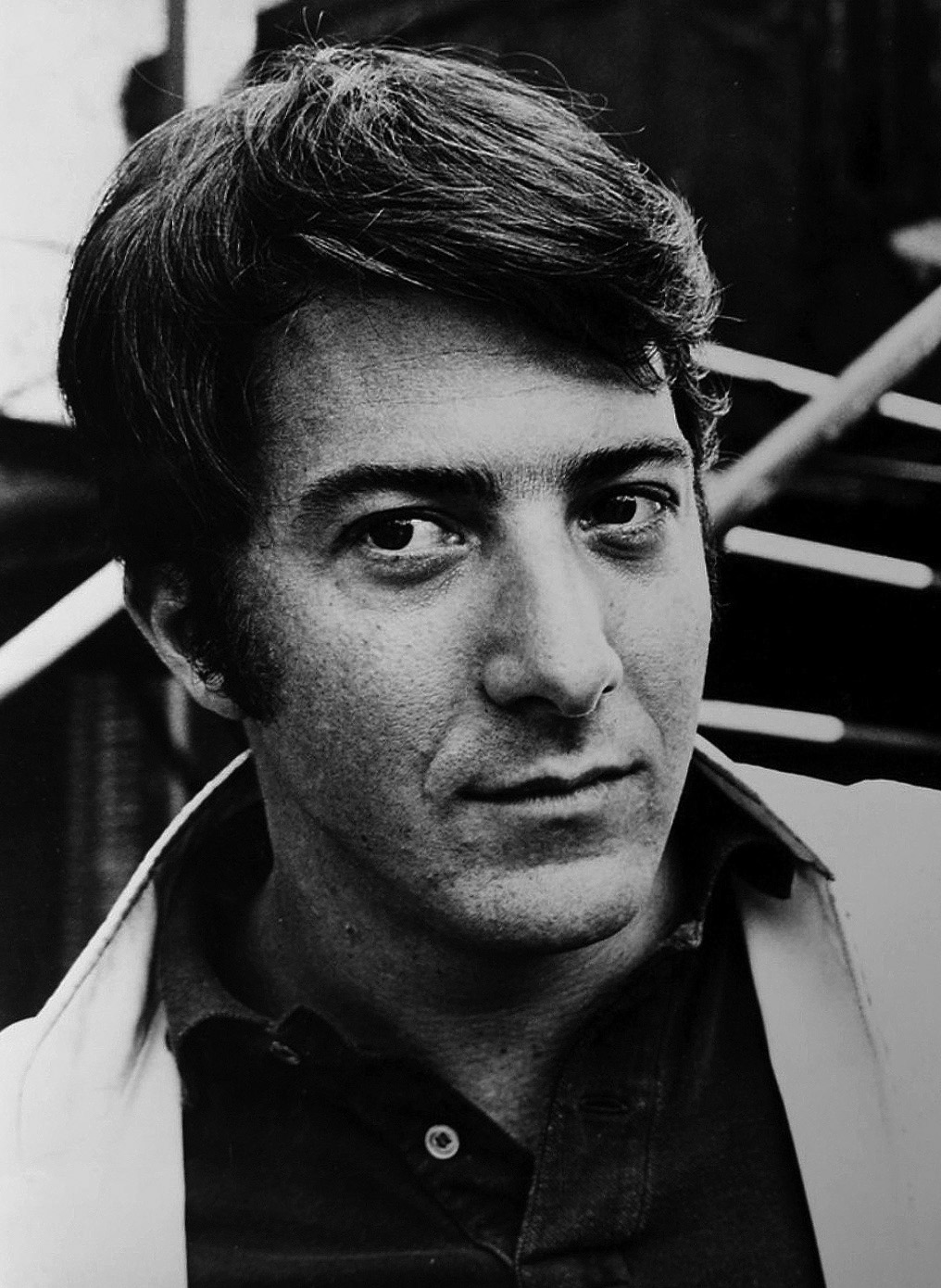
Hoffman in 1968

En 1966, el director Mike Nichols audicionó a Hoffman para el papel principal de la obra de Broadway The Apple Tree pero lo rechazó porque no podía cantar lo suficientemente bien, escogiendo finalmente a Alan Alda. En todo caso, Nichols quedó impresionado por su audición y le ofreció el papel principal en El graduado (The Graduate) (1967). Aunque ya tenía treinta años, Hoffman fue muy convincente como joven que acababa de terminar sus estudios universitarios que tiene un romance con la señora Robinson, la mujer del socio de su padre. Consiguió una nominación al Óscar al mejor actor aunque perdió ante Rod Steiger por En el calor de la noche. 
A pesar de que la revista Life bromeaba diciendo que "si la cara de Dustin Hoffman fuera su fortuna, estaría comprometido con una vida de pobreza", The Graduate fue un éxito gigantesco para Embassy Pictures y Hoffman se convirtió en un actor muy popular. La revista Time nombró a Hoffman como "un símbolo de la juventud" que representa "la nueva ola de actores". El guionista dle film Buck Henry, señala que el personaje de Hoffman hizo que la belleza convencional de la estrella ya no fuera necesario en la pantalla:

Toda una generación cambió su idea de cómo deberían verse los hombres. ... Creo que el físico de Dustin trajo una especie de cambio social y visual, de la misma manera que la gente pensó por primera vez en Bogart. Le llamaban "feo".

Hoffman confiesa que su fama descolocó a sus amigos al principio que le decían "eras el último que hubiera esperado". El biógrafo Jeff Lenburg escribió que "los periódicos de todo el país se vieron inundados con miles de cartas de fans". Un ejemplo fue la publicada en The New York Times: "Me identifico con Ben. ... Creo que es mi hermano espiritual. Está confundido sobre su futuro y sobre su lugar en el mundo, como yo. Es una película que uno excava, en lugar de entender intelectualmente".: 35 
El crítico Turner Classic Movies Rob Nixon escribió que Hoffman representaba "una nueva generación de actores". Hoffman rompe "el molde de la estrella de cine tradicional y aportó a sus papeles una nueva franqueza, etnicidad y entusiasmo por sumergirse profundamente en personajes complejos, incluso desagradables." Nixon da un valor a la importancia de la película en la carrera de Hoffman: "En The Graduate, creó un eco duradero como Ben Braddock que lo convirtió en una sensación de la noche a la mañana y lo colocó en el centro para convertirse en una de nuestras estrellas más importantes y actores más respetados".
Hoffman, de todas maneras, le da la importancia al director Mike Nichols por correr el riesgo con él, un actor desconocido, para el papel principal: "No conozco otro caso de un director en el apogeo de su carrera que se arriesgue y elija a alguien como yo para ese papel. Se necesitó un coraje tremendo."
El crítico Sam Kashner vio grandes similitudes entre el personaje de Hoffman y la de Nichols cuando éste había actuado con Elaine May en el equipo de comedia de Nichols and May. "Cierra los ojos y escucharás una rutina de Mike Nichols-Elaine May en cualquier número de escenas." Buck Henry también hizo notar que "Dustin recogió todos estos tics de Nichols, que usó en el personaje. Esos ruiditos que hace son directamente de Mike."

### 1968-1969ːCowboy de medianoche
Después de completar The Graduate, Hoffman rechazó muchas de la ofertas para el cine y prefirió volver a Nueva York para continuar su carrera en el teatro. Volvió a Broadway para tener un pequeño papel en el musical Jimmy Shine y ganó el Premio Drama Desk por este papel.

"Era una persona de teatro. Así eran también mis amigos, Gene Hackman y Bobby Duvall. No iba a ser una estrella de cine a secas. No me iba a vender. Queríamos ser buenos actores. Les dije: "Voy a salir a hacer esta película. No ha problema, volveré."

Hoffman cobró 20 000 dólares por The Graduate, pero solo le quedaron 4 000 después de impuestos y deudas. Después de gastar el dinero, Hoffman se apuntó a la oficina del paro y volvió a Nueva York para alquilar un apartamento de dos habitaciones en el West Village de Manhattan por 55 dólares a la semana. Fue entonces cuando le ofrecieron el papel de Cowboy de medianoche (Midnight Cowboy) (1969), el cual aceptó, en parte para demostrar que muchos críticos estaban equivocados sobre su tipo de actuación y la variedad de personajes que podía interpretar. Peter Biskind escribía, "fue el mismo contraste entre su personaje de chico bien en El graduado y el de Ratso Rizzo lo que le atrajo. Me habían molestado, recuerda Hoffman, las críticas que había leído por el The Graduate, en las parecía que no podía ser un actor de carácter. Esto me dolía. Alguno de los comentarios de la prensa fueron brutales." Los críticos asumieron que el director Mike Nichols tuvo suerte de encontrar al típico actor con una capacidad de actuación ideal para interpretar el papel de Benjamin Braddock.

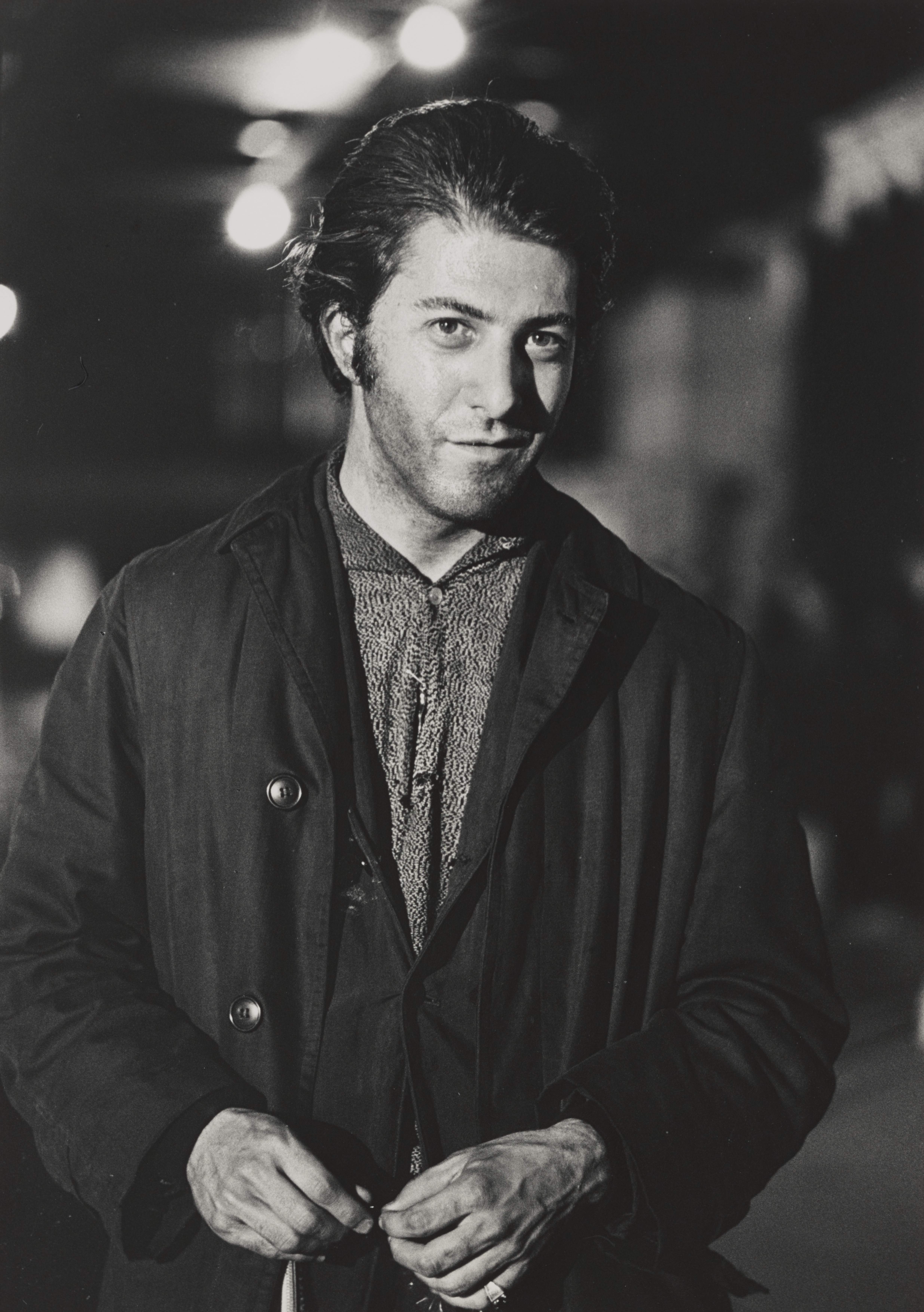
Hoffman en el rodaje de Cowboy de medianoche (1969)

John Schlesinger, que dirigiría Cowboy de medianoche (Midnight Cowboy) y que estaba en proceso de buscar el reparto, tenía la misma impresión. La actuación de Hoffman como graduado universitario y estrella del atletismo fue tan convincente para Schlesinger, "parecía incapaz de comprender el hecho de que estaba actuando", decía Biskind. Para ayudar a decidirse al director y quitarle de cabeza esa falsa impresión, Hoffman se encontró con él en Times Square vestido como un vagabundo, con un impermeable sucio, el pelo peinado hacia atrás y la cara sin afeitar. Schlesinger admitió quedar sorprendido y le dijo "Solo te he visto en el contexto de El Graduado, pero lo harás bastante bien."
Midnight Cowboy se estrenó en mayo de 1969 y volvió a ser un rotundo éxito. De hecho, la película consiguió numerosos Óscar (entre ellos el de Mejor película y el de Mejor director) mientras que Hoffman recibió su segundo nominación a Mejor actor. Biskind le dio a la actuación de Hoffman el mayor de los cumplidos:

Midnight Cowboy nos regala una de las interpretaciones históricas de la historia del cine: Ratso Rizzo de Dustin Hoffman, con Joe Buck de Jon Voight en segundo lugar. De una cloaca de material oscuro, repugnante, incluso tabú, ... rescata un verdadero humanismo que no necesita ocultar su nombre.

También en 1969, Hoffman coprotagonizó junto a Mia Farrow en el drama romántico John y Mary (John and Mary) de Peter Yates. Recibió en 1970 Premio BAFTA al mejor actor, aunque la película recibió críticas mixtas. También ganó el Globo de Oro a la nueva estrella del año El film fue rápidamente un éxito ya que la combinación de Farrow, que había triunfado con su actuación en La semilla del diablo de Roman Polanski y Hoffman eran presentados como las estrellas de la nueva generación de actores.

### 1970-1974ː Actor conLenny
La década de los 70 empezó con su participación en Pequeño gran hombre (Little Big Man) (1970), de Arthur Penn donde hace el papel Jack Crabb, desde que era joven hasta su último suspiro con 121 años. La película fue ampliamente elogiada por la crítica, pero se pasó por alto para algún premio a excepción de una nominación a los Óscar a mejor secundario para Chief Dan George. A este, le siguieron otros éxitos como ¿Quién es Harry Kellerman? (Who Is Harry Kellerman and Why Is He Saying Those Terrible Things About Me?) dirigido por Ulu Grosbard(1971), Perros de paja (Straw Dogs) de Sam Peckinpah (ambas de 1971), y Papillon de Franklin J. Schaffner (1973). En 1974, volvería a Broadway para dirigir All Over Town.

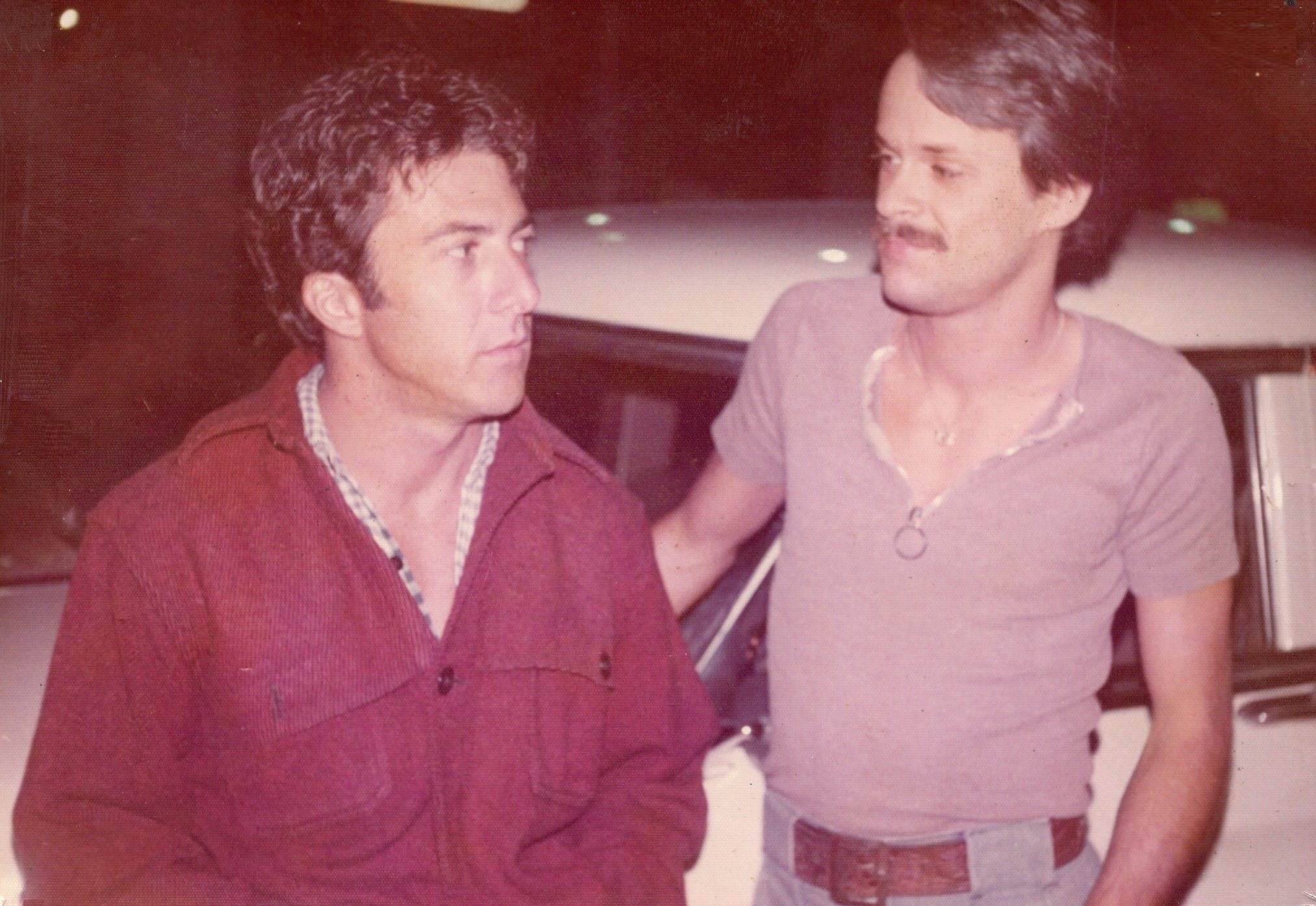
Hoffman (con Lars Jacob) en el set de filmación donde se hizo Lenny en 1974

La siguiente caracterización de Hoffman fue Lenny de 1974, por el que fue nominado nuevamente al Óscar al mejor actor. Lenny estaba basada en la vida en el cómico de stand-up Lenny Bruce, que murió a los 40 años, y conocido por su abierto, desacomplejado y crítico estilo estilo de comedia en la que hablaba de política, religión, sexo y vulgaridad. Los rumores situaban a que esta vez sí, Hoffman podía ganar el Óscar, sobre todo por su personaje parecido a Midnight Cowboy. Pero la crítico Katharine Lowry especula en que el director Bob Fosse "nunca le dio la oportunidad" de ir más allá en el desarrollo del personaje aunque reconoce que Fosse "nunca entenderemos como, con las drogas que consumió, hizo funcionar la película como una bomba de relojería", asegura.
De todas maneras, el periodista Paul Gardner, confirma que "dirigir Lenny, fue el proyecto más ambicioso de Fosse, que dejó emocional y físicamente exhausto. Le dio la vuelta a su vida", con rodajes de hasta 10 y 12 horas:

El proyecto Lenny Bruce, basada en la obra de Julian Barry, había pasado por dos estudios y tres guiones, y era un niño problemático, como el propio Lenny. Pero Fosse quería hacerlo, y quería a Dustin Hoffman.

Hoffman inicialmente rechazó el papel diciendo: "No pensé que el guión fuera lo suficientemente fuerte y no estaba seguro de ser yo quien interpretara el papel." Mientras consideraba su participación, leyó la autobiografía de Lenny Bruce y echó un vistazo a las películas sobre monólogos de Bruce. En la misma entrevista con Playboy recuerda: "Empecé a sentir afinidad con él, me di cuenta de que había mucho de Lenny Bruce en mí. Mi esposa también lo sintió... Me di cuenta de que tendría que hacer uso de mi propia espontaneidad porque él era muy espontáneo. Y admiré sus entrañas ... Esa intimidad es lo que un actor intenta conseguir ... Se me ocurrió que si lo hubiera conocido, hubiera querido que fuéramos amigos ... era un provocador y yo amaba la provocación." La crítico Judith Crist le dio a Hoffman el mérito del éxito de la película:

Lo importante es que las rutinas de Bruce se reconstruyen de manera tan ingeniosa, el jugo de su creatividad se cuela con tanto cuidado, que la afirmación de genio está justificada. Y por eso, Dustin Hoffman merece todo el mérito, desvaneciéndose en la personalidad de Bruce con una efectividad simplemente asombrosa... Hoffman captura la inquietud, la velocidad de la boca de un hombre que se esfuerza por seguir el ritmo de una inteligencia propulsada a chorro…

Lenny fue nominada a seis Premios Óscar, incluida la de mejor actor.

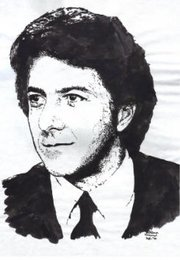
Retrato de Dustin Hoffman a finales de los 70.

En 1976, Hoffman forma parte del reparto de Todos los hombres del presidente (All the President's Men) (1976), filmada tan solo dos años después del Escándalo Watergate, y protagonizado por Hoffman y Robert Redford encarnando a los periodista Carl Bernstein y Bob Woodward, respectivamente. Basado en los hechos reales, Hoffman y Redford son dos reporteros del Washington Post que cubrieron el asalto al Watergate Hotel y terminar investigando un escándalo político que llega hasta la presidencia.
La película, como las anteriores, hizo que Hoffman asumiera un personaje dramáticamente diferente al anterior (como Lenny Bruce), aunque ambos, Bruce y Bernstein, se enfrentaron a los abusos del poder institucional y la tendencia de la sociedad a ignorarlos. El autor James Morrison compara los dos papeles: "Como Lenny Bruce, Hoffman interpreta a un mártir de la causa de la opresión del establishment, mientras que en All the President's Men, interpreta a un reportero que expone las fechorías presidenciales."
Vincent Canby del The New York Times describe el film como "una fascinante historia de detectives". "La fuerza de la película", continua - "estriba en el registro prácticamente diario de la forma en que Bernstein y Woodward llevaron a cabo sus investigaciones." Los personajes inerpretados por Hoffman y Redford estaban situados en la posición número 27 de los héroes en la lista de AFI's 100 años... 100 héroes y villanos, mientras que Entertainment Weekly coloca a All the President's Men entre los 25 mejores "thrillers políticos de todos los tiempos".
Su siguiente trabajo fue Marathon Man (1976), film basado en la novela homónima de William Goldman, junto a Laurence Olivier y Roy Scheider. Su director, John Schlesinger había dirigido a Hoffman en Midnight Cowboy en 1969. Descrito como "el thriller de Schlesinger", por el escritor Gene D. Phillips, Hoffman interpreta al héroe, Babe Levy, un corredor de larga distancia a tiempo parcial y estudiante graduado, que de repente se ve perseguido por un nazi fugitivo. Para ponerse en la piel de alguien bajo una angustia emocional severa, Hoffman no dormía durante días seguidos, iba despeinado y dejaba que su cuerpo enfermara.
Goldman describe la inspiración del actor sobre su novela: "¿Y si alguien cercano a ti fuera algo totalmente diferente a lo que pensabas? En la historia, Hoffman cree que su hermano (Roy Scheider) es un hombre de negocios donde la realidad es que el hombre es un espía, que ha estado involucrado con los nazis, Szell." De todas maneras, Hoffman recuerda serias discrepancias con Goldman, que también escribió el guion, y de cómo acabó la historia:

Me pidieron, como personaje, disparar a quemarropa al personaje de Laurence Olivier, el Dr. Szell, y matarlo en esa última escena. Y dije que no podía hacerlo. Goldman se mostró molesto por eso, porque antes que nada, ¿cómo me atrevía si fue el quien escribió el libro?. "Tu trabajo no es reescribir, tu trabajo es reproducirlo tal como está escrito".." ... se puso desagradable y le dije: "Contrata a otro."
Recuerdo que Goldman dijo: "¿Por qué no puedes hacer esto? ¿Eres judío?" Dije: "No, pero no interpretaré a un judío que mata a sangre fría a otro ser humano". ... Y eso es importante para mí, porque al final no le disparé. Ser judío no es perder tu humanidad y no perder tu alma.

Los siguientes papeles de Hoffman también fueron éxitos de taquilla. Optó por no dirigir Libertad condicional (Straight Time) (1978), pero lo protagonizó. Su siguiente film fue Agatha de Michael Apted' (1979), junto a Vanessa Redgrave como Agatha Christie, centrando la trama en los once días en las cuales la escritora desapareció. El papel de Archie Christie fue interpretado por Timothy Dalton, por aquel entonces pareja de Vanessa Redgrave. La representación de Dalton de la fría indiferencia hacia su esposa produjo un complemento perfecto para la representación de Hoffman de cálida compasión, humor y sensibilidad. La película tenía tanto momentos románticos como cómicos, mientras que la trama general reflejaba hábilmente una de las novelas de detectives de Christie. Agatha en general, fue muy bien recibida por la crítica, especialmente en el Reino Unido.
Hoffman siguió su carrera con Kramer contra Kramer (Kramer vs. Kramer) (1979) junto a Meryl Streep y dirigido por Robert Benton. El film cuenta la historia del divorcio de una pareja y su impacto en la gente que le rodea incluyendo a su hijo. Por este papel, Hoffman consiguió su primer Premio Óscar al mejor actor, que se unían a los que consiguió la cinta a la mejor película, mejor actriz de reparto (Streep), Mejor Director y mejor guion adaptado.
El film exigió Hoffman un cambio de registro, de ser un "director de arte publicitario insensibilizado" a convertirse en un "papá receptivo y preocupado" después de que su esposa (Streep) lo abandona y a su hijo de seis años, Billy. Hoffman, durante el rodaje, también estaba pasando por su propio divorcio. El papel le recordó en general el amor que tenía por los niños (que en aquel momento tenía dos niñas):

Los niños son más interesantes que cualquier otra cosa. Acompaño a mi hijo menor a la escuela todos los días y no me gusta salir de la escuela. Me gustaría sentarme en esas sillitas, en esas mesitas, y jugar. Y el amor de un niño es como una droga. Que un niño te abrace es una euforia instantánea. La gente habla del subidón que te da la heroína: Yo diría que los niños te dan ese subidón.

La dirección de Benton fue muy alabada por el actor, que le dio la responsabilidad de darle el nivel inspiracional para que Hoffman afrontara algunas escenas: "Los directores perfectos te emocionan. En Kramer vs. Kramer, Robert Benton me emocionó. Él tiraba muy fuerte de mí. Cuando pensaba que no podría volver a hacer una escena, le decía: "No puedo dártelo, no lo tengo". Entonces él simplemente ponía esta mirada en su rostro y giraba la cámara y me decía: "Esto es tuyo". Eso hacia que quisieras hacer una más por él."

### Años 80ː Segundo premio Óscar

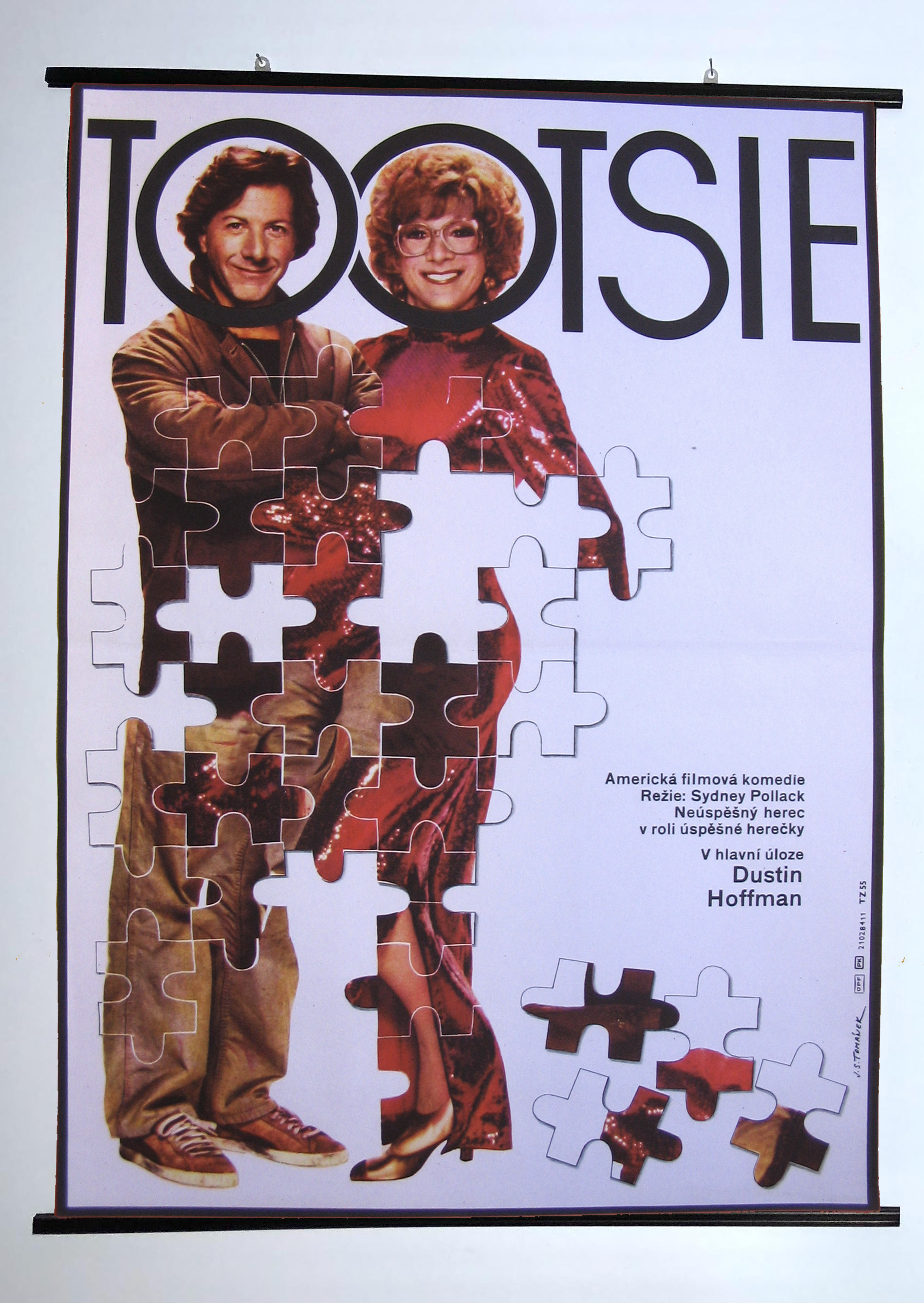
Cartel promocional de Tootsie (1982)

Después de ganar el Óscar, Hoffman estuvo alejado de la gran pantalla. De hecho, estuvo en negociaciones de poder protagonizar Veredicto final y el de ser Rick Deckard en Blade Runner. Sobre esta última, los productores estuvieron en contacto con él durante varios meses pero él veía la película de manera muy diferente a ellos y finalmente el papel cayó en manos de Harrison Ford.
No volveríamos a ver a Hoffman hasta Tootsie (1982), donde encarna a Michael Dorsey, un actor que malvive de la actuación hasta que se viste como mujer para conseguir uno de los papeles principales de una soap opera. Hoffman protagoniza junto a Jessica Lange. Tootsie consiguió cinco nominaciones a los Óscar, entre ellas la de su quinta nominación al mejor actor.
Bajo la dirección de Sydney Pollack, el papel de Hoffman pedía "un bombardeo constante de opuestos: vanguardista y divertido, romántico y realista, suave y temeroso." El crítico David Denby, el personaje de Hoffman "encarna vulnerabilidad y empuje en perfecta proporción. Tiene la habilidad de hacer que todo lo que hace parezca peligroso, por lo que el público lo quiera proteger y apoyar." La actuación de Hoffman sin embargo, se hizo más difícil de lo necesario, ya que no se le dio el tiempo de ensayo que Pollack le había prometido:

Me gusta estar muy preparado, y siento que el éxito o el fracaso de una película muchas veces se determina antes de comenzar la primera toma. Tenía muchas ganas de ensayar. Me prometieron dos semanas y me molestó no haberlas recibido. También seguimos el camino arriesgado de comenzar a rodar con un guión que no estaba terminado.

El actor Gary Oldman recordó en una entrevista que, durante una conversación telefónica con Hoffman, este último recordó haber hecho comentarios hacia una figura "muy poderosa" de la industria y que, por culpa de ello, no pudo encontrar trabajo en Hollywood durante algún tiempo después de Tootsie. En 1983, Hoffman se convirtió en Mecenas mayor del The Mirror Theater Ltd, junto a Paul Newman y Al Pacino, igualando una subvención de Laurance Rockefeller. Los hombres se sintieron inspirados a invertir por su conexión con Lee Strasberg, pues la entonces nuera de Lee Sabra Jones era la Fundadora y Directora Artística del The Mirror.[cita requerida]

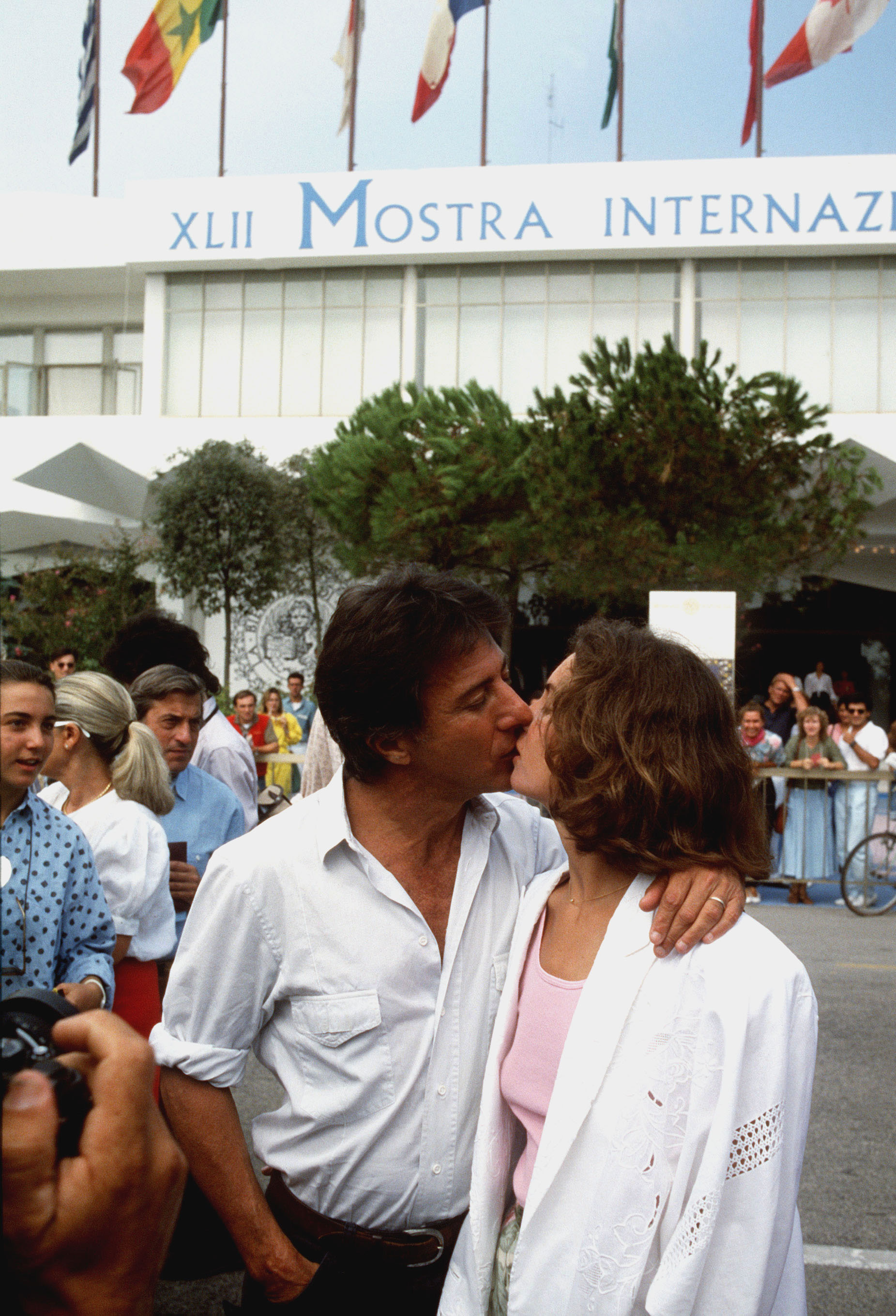
Dustin Hoffman junto a su mujer Lisa en la Mostra de Venecia de 1984

En 1984, Hoffman encarnó a Willy Loman en la nueva puesta en escena del clásico de Arthur Miller Muerte de un viajante (Death of a Salesman). Él mismo fue el encargado de hacer el mismo personaje en la versión televisiva, por el que ganó el Premio Emmy al mejor actor principal y con un Globo de Oro.
La primera vez que leyó Hoffman esta obra fue cuando tenía 16 años, pero hoy considera que la historia es muy parecida a la suya: "Era un modelo de mi familia. Yo era el perdedor, el lacayo, y mi hermano, un jugador de fútbol universitario de secundaria, era Biff." La escritora Marie Brenner deja constancia que Hoffman "ha estado obsesionado con la obra” a lo largo de su carrera: “Durante años ha querido ser Willy Loman; cuando descubrió que Arthur Miller era su vecino en Connecticut, comenzaron a hablar de ello en serio." Para Hoffman, la historia también le dejó un profundo impacto emocional desde que la leyó por primera vez:

Leí esa obra y me destruyó. Fue como descubrir algo terrible sobre mi familia. Acabé temblando. Sentí que la privacidad de mi familia había sido invadida. Ni siquiera pude hablar del tema durante semanas.

Hoffman ensayó durante tres semanas con el primer actor de la obra teatral, Lee J. Cobb, y recuerda haber visto su actuación en el escenario:"Nunca olvidaré ese período de mi vida. Fue tan vívido, tan intenso, ver a Lee J. Cobb y sus pistolas de dieciséis pulgadas como Willy. Dios, como pienso en lo que vi en ese escenario!" Brenner añade que Hoffman "estuvo entrenando como un boxeador para el papel que tanto agotó a Cobb que tuvo que ser reemplazado después de cuatro meses." La obra original fue dirigida por Elia Kazan, que Hoffman considera "el director perfecto, el mejor que ha existido. ... Dios, habría dado cualquier cosa por trabajar con Kazan."
El gran fracaso de Hoffman llegaría en 1987 cuando protagoniza junto a Warren Beatty (que también era el productor de la misma) de Ishtar de Elaine May. Hoffman y Beatty interpretan a dos cantautores sin recursos que viajan a Marruecos para un concierto en un club nocturno y quedan atrapados en intrigas extranjeras. Mucha parte del film se filmó en África. La producción de la película tuvo muchos problemas desde el principio (tanto que supuso un coste de 55 millones de dólares) y recibió críticas muy negativas. De todas maneras, a Hoffman y Beatty les gustó el montaje final y la intentaron defender. Hoffman y Beatty no se vieron afectados por el fracaso e Ishtar se convirtió en una película de culto. Quentin Tarantino, por decir uno de ellos, la ha nombrado como una de sus películas favoritas, en parte debido a las letras humorísticas de las canciones escritas por
Paul Williams. Hoffman describe el por qué de su amor por el film:

Amo Ishtar - y me encanta con todos sus defectos - es que tengo una moraleja que hacer. Y eso es: los personajes prefirieron pasar la vida siendo de segunda clase en algo que te apasiona que pasar la vida siendo de primera clase en lo que no. Pensé que valía la pena hacer una película al respecto. Estos tipos quieren ser Simon & Garfunkel, pero no tienen ningún talento. Son chicos de mediana edad, y al final de la película terminan cantando "That's Amore" en un Holiday Inn en Marruecos. Es justo. Es justo hacer una película sobre eso.

El siguiente proyecto fue embarcarse en la película Rain Man de Barry Levinson (1988), donde Hoffman protagoniza a un autista superdotado, hermano de Tom Cruise. Levinson, Hoffman y Cruise trabajaron dos años en el proyecto. Sobre la motivación de personaje, Hoffman dijoː "En el fondo, Rain Man trata sobre el autista que todos llevamos dentro." En preparación para el papel, Hoffman pasó dos años entablando amistad con personas autistas, lo que incluyó llevarlos a jugar a los bolos y a restaurantes de comida rápida. "Alimentaron  mi obsesión", confesó.
Hoffman trabajó en el New York Psychiatric Institute, afiliado a la Universidad de Columbia, cuando tenía 21 años. "Fue una gran experiencia para mi", comentó. "Toda mi vida había querido entrar en una prisión o en un hospital psiquiátrico. ... Quería entrar donde el comportamiento, el comportamiento humano, estaba tan expuesto. Todas las cosas que el resto de nosotros estábamos sintiendo y deteniéndonos salían de estas personas." Usó esa experiencia para desarrollar el personaje de Raymond Babbitt, un autista superdotado, al que el crítico David Denby describió como "un genio extrañamente cerrado". Hoffman creó ciertos rasgos de carácter para Raymond. Denby señaló: "Hoffman, que de repente se ve más viejo y más pequeño, ha desarrollado un pequeño andar arrastrando los pies para Raymond, con los hombros doblados. Sus ojos no hacen contacto con los de nadie más, y aplana su voz hasta convertirla en un seco ladrido nasal."

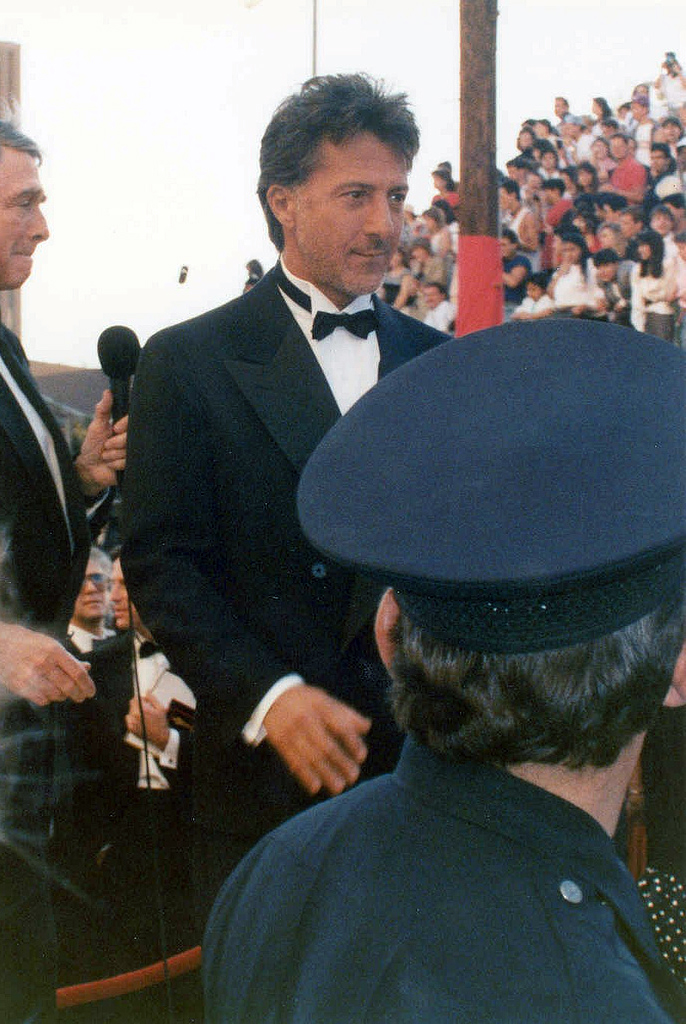
Hoffman en los Premios Óscar de 1989

Rain Man ganó cuatro estauillas de la Academia, como Mejor película, Mejor Actor para Hoffman (el segundo de su carrera), Mejor Director para Barry Levinson. Después de trabajar estrechamente con Hoffman durante dos años en la filmación, Levinson alabó su habilidad como actor. Tanto es así que trabajó con el actor en tres proyectos más en la siguiente década. De él dijo:

No puedes definir a Dustin Hoffman, porque es único. Es único en su clase y no es un personaje. No hay un solo Dustin Hoffman. Es mucha, mucha gente. ... Puede hacer comedia y drama. Tiene un rango enorme y, sin embargo, todavía es Dustin en algún lugar. Es inteligente y tiene un gran instinto de cómo conectar con la gente, porque es muy interesante. En el día a día, es como un actor que está haciendo su primera película, con el entusiasmo y la energía para querer hacer que las cosas sucedan y probar cosas y experimentar.

Después de Rain Man, Hoffman protagonizó junto a Sean Connery y Matthew Broderick en Negocios de familia (Family Business) (1989), poniéndose nuevamente a las órdenes de Sidney Lumet. La historia se centra en el distanciamiento entre Vito (Hoffman), un hombre de mediana edad que intenta tener éxito en un negocio legítimo, y su "padre irremediablemente corrupto pero encantador", Jesse (Connery). A la mayoría de los críticos no les gustó la historia, aunque elogiaron las actuaciones individuales, especialmente la de Connery.
Y quizás por sus estilos de actuación completamente diferentes, algunos escritores de la industria pensaron que Connery y Hoffman podrían no funcionar bien juntos como familiares cercanos. Pero "para sorpresa de muchos", escribieron los biógrafos de Connery Lee Pfeiffer y Lisa Philip, "las dos superestrellas desarrollaron una relación y una química inmediata que se traducen en la pantalla." Y Lumet recordaría posteriormente: "Sean es extremadamente disciplinado y Dustin es muy improvisado por todas partes con sus líneas. No sabía dónde terminaría, pero Sean conoció a Dustin, improvisación por improvisación, y surgió una gran cantidad de riqueza y humor."

### Años 90
En 1991, Hoffman puso la voz al Señor Bergstrom en el episodio de Los Simpson "Lisa's Substitute", bajo el pseudónimo de Sam Etic. Como referencia a este episodio, durante el episodio de la presentación de la película de Rasca y pica, Lisa asegura que Dustin Hoffman tiene un cameo en esa película pero no utiliza su auténtico nombre.
Durante los primers años de los 90, Hoffman aparece en multitud de proyectos, pelíuculas de estudio como Dick Tracy (1990) (donde vuelve a coincidir con su compañero Warren Beatty), Héroe por accidente (Hero) (1992) y Billy Bathgate (1991) dirigida por Robert Benton y coprotagonizando con Nicole Kidman. Hoffman también hizo el papel de Capitán Garfio en Hook de Steven Spielberg (también en 1991), consiguiendo una nominación para los Globos de Oro, y de narrador Dr. Seuss en el clásico de vídeo: Horton Hears a Who! (también 1992). En Hook, el vestuario de Hoffman era tan pesado que tenía que llevar un sistema de aire acondicionado debajo del vestuario.
En 1995, Hoffman fue el protagonista del thriller Epidemia (Outbreak), dirigida por Wolfgang Petersen y donde estelarizó junto a Rene Russo, Kevin Spacey, Morgan Freeman, Cuba Gooding Jr. y Donald Sutherland. En el film, Hoffman es un doctor que descubre un virus parecido al ébola que llega a Estados Unidos de un mono procedente de África. Hoffman corre para detener la propagación del virus y encontrar una vacuna antes de que se convierta en una pandemia mundial sin cura. Fue una de las películas que amparó su propia productora, Punch Productions.
La película es descrita por el crítico Roger Ebert como "una de las grandes historias de miedo de nuestro tiempo, la noción de que en las profundidades de las selvas tropicales desconocidas acechan enfermedades mortales, y si alguna vez escapan de sus hogares en la jungla y entran en el torrente sanguíneo humano, habrá una nueva plaga como nunca hemos visto." Por su parte, el crítico David Denby fue muy duro con la actuación de Hoffman:

Los tanques y los hombres llegan para castigar a la población aterrorizada aquí y allá, y Dustin Hoffman, como el superdetective médico del ejército, ofrece una actuación tan angustiosa que le resta a la película de astucia. Hoffman no está bien exactamente. Está tenso, nervioso y recto, como un actor de películas de serie B de los años cincuenta.

En la segunda mitad de la década de los 90, el actor apareció en el thriller legal Sleepers (1996) con Robert De Niro, Brad Pitt, Jason Patric y Kevin Bacon y se involucró en la producción de American Buffalo de David Mamet dirigida por Michael Corrente (también de 1996). En 1997, Hoffman acompañaba a John Travolta en Mad City dirigida por Costa Gavras.
Hoffman conseguiría su séptima nominación a los Óscar con La cortina de humo (Wag The Dog) (1997), en la que Hoffman pudo trabajar con Robert De Niro y Denis Leary. Esta comedia negra fue dirigida y producida por Barry Levinson, con el que había trabajado en Rain Man en 1988.
La historia nos traslada a pocos días antes de las elecciones presidenciales, donde un spin doctor de Washington D. C. (De Niro) intenta distraer la atención del electorado de un escándalo sexual del candidato contratando a un productor de Hollywood (Hoffman) para construir una guerra ficticia en Albania. Hoffman, haciendo la caricatura de un productor real Robert Evans, es según la crítico Janet Maslin, "ofrece un tipo de actuación maravillosamente divertida que puede ganar premios, especialmente porque su mezcla de afecto y parodia asesina es tan precisa. Stanley (Hoffman) dirige reuniones de negocios en ropa de tenis o en bata y pantuflas".
La década acabaría con una nueva colaboración con Barry Levinson. En este caso, en el thriller psicológico de ciencia ficción Esfera (Sphere) (1998), junto a Sharon Stone. En 1999, Hoffman recibiría el AFI Life Achievement Award y llama la atención la emoción con la que recibió el premio.

### Años 2000

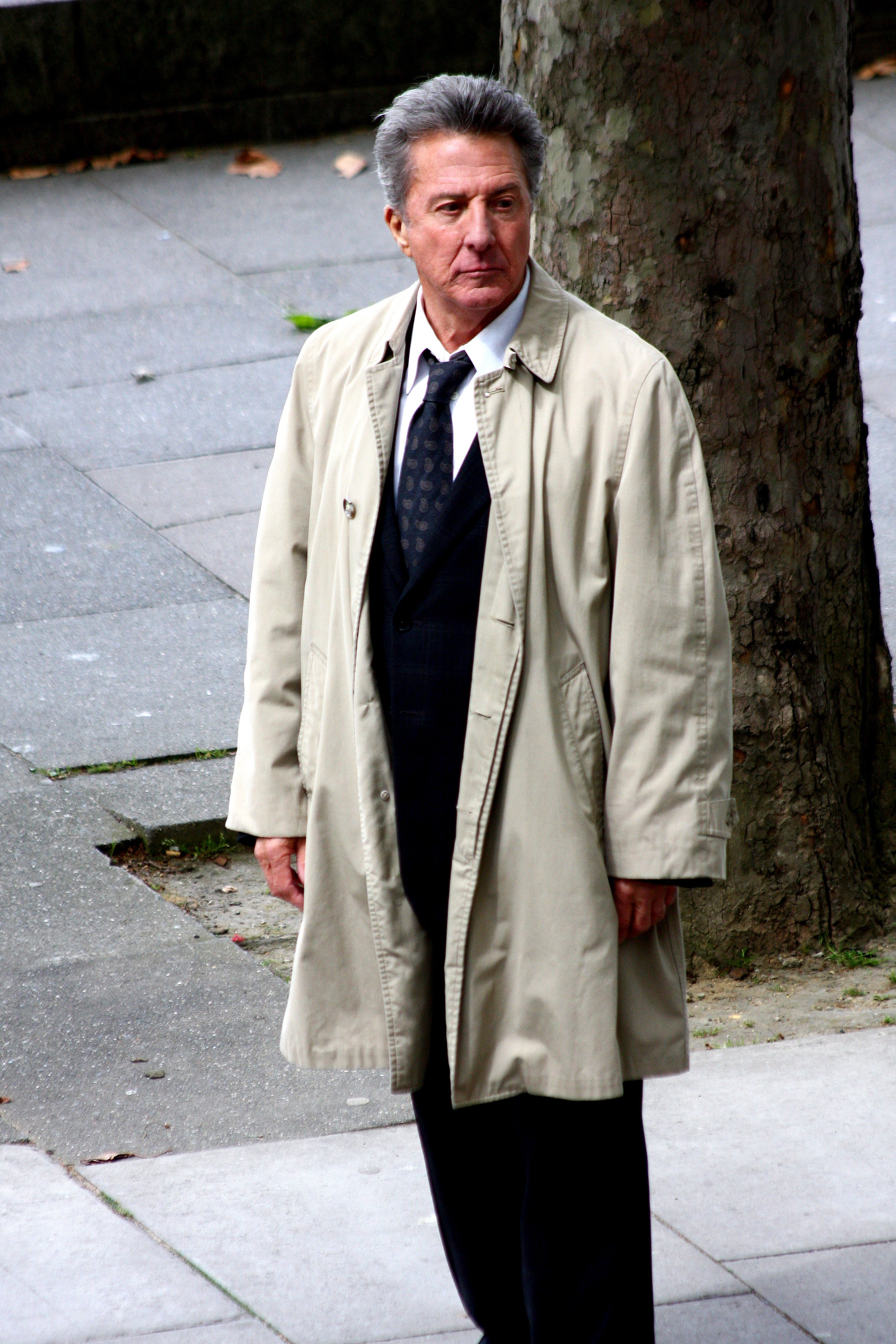
Hoffman durante el rodaje de Last Chance Harvey en 2008

Con el nuevo milenio, un Hoffman ya veterano siguió trabajando desaforadamente. En 2001, su compañía Punch Productions llegó a un primer acuerdo con The Walt Disney Studios. En el aspecto interpretativo, en 2002 protagonizó El compromiso (Moonlight Mile) (2002), al que le siguió Confidence (2003) junto a Edward Burns, Andy García y Rachel Weisz. También en 2003, Hoffman por fin pudo trabajar con Gene Hackman en El jurado (Runaway Jury) de Gary Fleder, basada en el bestseller de John Grisham.
En 2004, continuaría su obra interpretando al propietario teatral Charles Frohman en la fantasía histórica de J. M. Barrie Descubriendo Nunca Jamás (Finding Neverland) (2004), junto a Johnny Depp y Kate Winslet. Con el director David O. Russell, protagonizó  Extrañas coincidencias (I Heart Huckabees), donde acompaña a Lily Tomlin en una pareja de detectives existencialistas. 
Siete años después de Wag the Dog, Hoffman tuvo otra oportunidad de actuar junto a Robert De Niro, siendo la pareja de Barbra Streisand en la comedia de Ben Stiller Los padres de él (Meet the Fockers), secuela de Los padres de ella (Meet the Parents) (2000). En 2005, Hoffman ganaría el Premio MTV Movie a la mejor actuación de comedia. En 2005, puso la voz a un caballo en Héroe a rayas (Racing Stripes) y apareció en un cameo en el film de Andy García La ciudad perdida (The Lost City) y en el capítulo final de la quinta temporada de la sitcom HBO Curb Your Enthusiasm. En 2006, Hoffman apareció en Más extraño que la ficción (Stranger than Fiction) y fue el perfumista Giuseppe Baldini en la adaptación a la gran pantalla del bestseller de Patrick Süskind El Perfume. Historia de un asesino (Perfume: The Story of a Murderer) dirigida por Tom Tykwer.
En 2007, tuvo el protagonismo en la comedia familia británica Mr. Magorium y su tienda mágica (Mr. Magorium's Wonder Emporium) por el que fue nominado al Premios del Cine Independiente Británico al mejor actor. En 2008, aunque fue reticente a poner voz a películas animadas, Hoffman cogió el personaje del Maestro Shifu en Kung Fu Panda, donde comparte química cómica con Jack Black (a quien enseñó a actuar para una escena importante) y la conmovedoramente compleja relación de su personaje con el villano de la historia. Por esta actuación, ganaría el Premio Annie y continuó siendo la voz en las secuelas de la franquicia.
También en 2008, fue junto a Emma Thompson en Nunca es tarde para enamorarse (Last Chance Harvey) en la historia de dos personas solitarias que forjan una relación en el transcurso de tres días. El director Joel Hopkins dijo que Hoffman era un perfeccionista y muy autocrítico: "A menudo quería probar las cosas al mínimo, porque a veces menos es más. Se preocupa por cada pequeño detalle."

### Años 2010

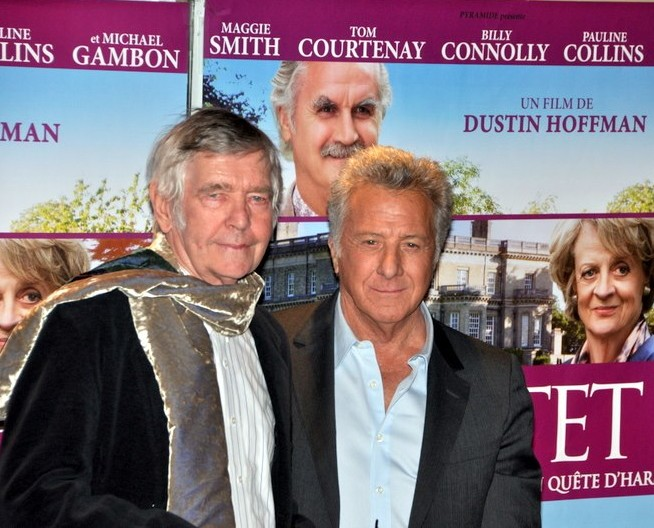
Hoffman y Tom Courtenay en el preestreno de Quartet en 2013

La década de los 10 del siglo XXI, Hoffman aparece en Ahora los padres son ellos (Little Fockers), tercera secuela de Los padres de él (Meet the Fockers). De todas maneras, sus papeles cada vez eran más secundarios que los de años anteriores.
En 2011, Hoffman retoma el papel de Maestro Shifu en la secuela animada Kung Fu Panda 2. La crítica comentaba que "el arco argumental puede parecer un poco familiar para los fanáticos del original, pero "Kung Fu Panda 2" ofrece suficiente acción, comedia y brillo visual para compensar." La película fue un éxito y ganó más dinero que su precedecesora, consiguiendo 666  millones de dólares en todo el mundo.
En 2012, Hoffman graba el audiolibro de Jerzy Kosinski Being There editado por Audible y protagonizaría la serie dramática de HBO Luck, interpretando a un hombre en un asunto de apuestas. Luck fue cancelado en marzo de ese mismo año, después de que murieran tres caballos en el rodaje. Ese mismo año, el actor hizo su debut en la dirección con Quartet, protagonizado por Maggie Smith, Tom Courtenay, Pauline Collins, Billy Connolly y Michael Gambon.
La tragicomedia de la BBC fue presentada en el Festival Internacional de Cine de Toronto de 2012 donde obtuvo respetables críticas como la de "Es dulce, amable y predecible hasta el extremo, pero la dirección afectuosa de Dustin Hoffman y el encanto amable del talentoso elenco hacen que Cuarteto sea demasiado difícil de resistir." Smith fue nominada por Globo de Oro a la mejor actriz de comedia o musical por su interpretación.
Su carrera fue temporalmente suspendida después de que el 6 de agosto de 2013 fuera operado con éxito de un cáncer.

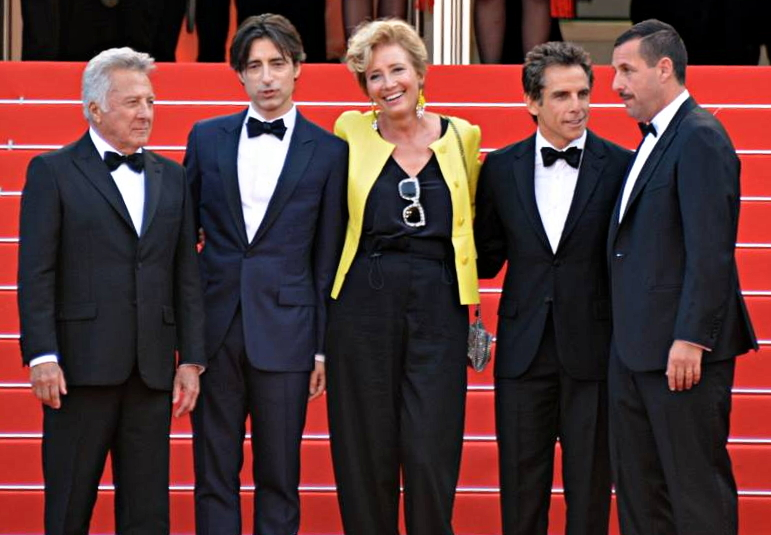
Hoffman, Noah Baumbach, Emma Thompson, Ben Stiller y Adam Sandler en el Festival de Cine de Cannes presentando The Meyerowitz Stories en 2017

En 2015, Hoffman protagonizó la versión televisiva de la BBS Roald Dahl's Esio Trot, adaptada por Richard Curtis y coprotagonizada con Judi Dench. Hoffman recibió el Premio Emmy al mejor actor.
En 2017, Hoffman se pondría al frente del reparto del proyecto de Netflix The Meyerowitz Stories de Noah Baumbach 
junto a Adam Sandler, Ben Stiller, Elizabeth Marvel y Emma Thompson. El film fue presentado en el Festival de Cannes el 21 de mayo de 2017, donde fue recibida por una ovación de cuatro minutos. Ese mismo año, fue galardonado con el Premio Gotham como tributo a toda una carrera junto a Sofia Coppola, Nicole Kidman, Edward Lachman.

### Años 2020ː Papeles más recientes
En 2020, se anunciaba que Hoffman volvería a los teatros de Broadway con un montaje de Our Town de Scott Rudin. Era la vuelta a los escenarios de Hoffman después de 30 años, cuando triunfó en Broadway con Death of a Salesman en 1989. Un proyecto que se frustró a causa de la pandemia de COVID-19.
Hoffman aperecería junto a Candice Bergen, Dianna Agron y Simon Helberg en As They Made Us dirigida por Mayim Bialik. También apareció junto a Sissy Spacek y su hijo Jake Hoffman en el debut como director de Darren Le GalloSam & Kate  que se empezó a grabar en febrero de 2022.
En 2022, se introdujo como parte del elenco en Megalopolis, la nueva película de Francis Ford Coppola, reunidos en el reparto junto a Adam Driver, Nathalie Emmanuel, Forest Whitaker, Laurence Fishburne y Jon Voight.

## Vida privada

### Vida sentimental y matrimonios

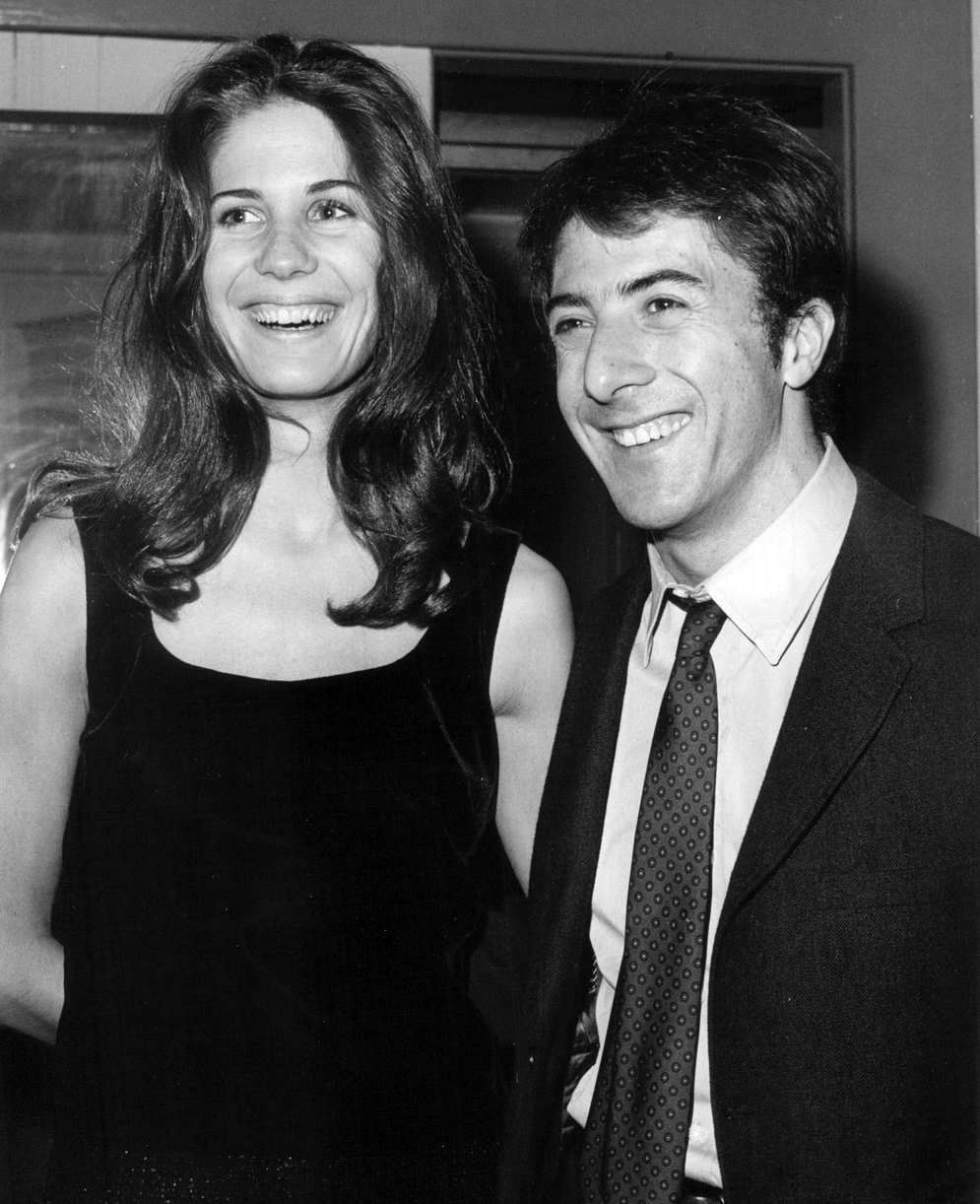
Hoffman junto a su primera mujer Ann Byrne en 1968.

Hoffman decía que, cuando era jóvenes y solteros, su amigo Robert Duvall y él estaban "obsesionados con el sexo". Hoffman relata que "cuando éramos estudiantes, siempre teníamos cerca a modelos. Uno se acercaba y le decía, "Hola", como si nunca la hubieras mirado, cuando hacía seis meses que habías estado imaginando en la cama contigo. Y ella decía, "Me gustaría hacer una escena contigo," ella elige una escena de amor y tú estás ensayando y es "¡Sí!" Eso nos pasó a mí y a Bobby. Por mucho que sabíamos que iba con el oficio, buscábamos ese tipo de mujeres."
Después de un noviazgo que empezó en 1963, Hoffman se casó con Anne Byrne en mayo de 1969. El actor adoptó a Karina (1966), la hija de Byrne de un matrimonio previo, y con Byrne tuvieron a su primera hija natural Jenna (1970). En 1970, Hoffman y Byrne se fueron a vivir a Greenwich Village en el edificio de al lado del edificio por aquel entonces ocupado por la Weather Underground, cuando una bomba explotó de manera accidental en los bajos del edificio matando a tres personas. En el documental de 2002 The Weather Underground, se puede ver a Hoffman en la calle momentos después de la explosión. La pareja se divorció en 1980.

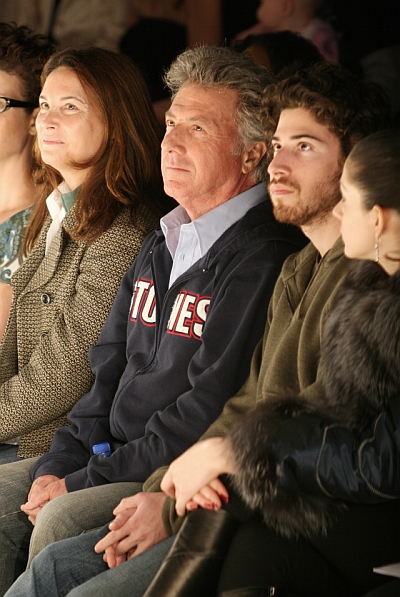
Hoffman (centro) con su mujer Lisa y su hijo Jake en 2007

Después de su separación, comenzó a ser visto con Lisa Gottsegen, una amiga desde la infancia. Después de que ella acabara su título de Juris Doctor, la pareja se casó en octubre de 1980. Juntos han tenido cuatro hijos: Jacob Edward (1981), Rebecca Lillian (1983), Maxwell Geoffrey (1984) y Alexandra Lydia "Ali" (1987).

### Acoso sexual
A finales de 2017, siete mujeres acusaron a Hoffman de conducta sexual inapropiada o agresión, incluidas Meryl Streep, Anna Graham Hunter, Wendy Riss Gatsiounis, Cori Thomas, Melissa Kester, Kathryn Rossetter, y una mujer anónima.
Al respecto, Dustin Hoffman respondió en 2017:

Tengo el máximo respeto por las mujeres y me siento terriblemente mal si cualquier cosa que haya podido hacer le pueda haber causado incomodidad. Lo siento. No refleja quién soy.
Dustin Hoffman 

## Premios
Premios Óscar
| Año  | Categoría   | Película          | Resultado |
| ---- | ----------- | ----------------- | --------- |
| 1969 | Mejor actor | Midnight Cowboy   | Candidato |
| 1968 | Mejor actor | El graduado       | Candidato |
| 1975 | Mejor actor | Lenny             | Candidato |
| 1980 | Mejor actor | Kramer vs. Kramer | Ganador   |
| 1983 | Mejor actor | Tootsie           | Candidato |
| 1989 | Mejor actor | Rain Man          | Ganador   |
| 1998 | Mejor actor | Wag the Dog       | Candidato |

Premios BAFTA
| Año  | Categoría   | Película                                        | Resultado |
| ---- | ----------- | ----------------------------------------------- | --------- |
| 1988 | Mejor actor | Rain Man                                        | Candidato |
| 1982 | Mejor actor | Tootsie                                         | Ganador   |
| 1979 | Mejor actor | Kramer vs. Kramer                               | Candidato |
| 1976 | Mejor actor | Todos los hombres del presidente y Marathon Man | Candidato |
| 1974 | Mejor actor | Lenny                                           | Candidato |
| 1970 | Mejor actor | Pequeño Gran Hombre                             | Candidato |
| 1969 | Mejor actor | Midnight Cowboy y John and Mary                 | Ganador   |

Premios Globo de Oro
| Año  | Categoría                           | Película                | Resultado |
| ---- | ----------------------------------- | ----------------------- | --------- |
| 2008 | Mejor actor - Comedia o musical     | Last Chance Harvey      | Candidato |
| 1998 | Mejor actor - Comedia o musical     | Wag the Dog             | Candidato |
| 1997 | Premio Cecil B. DeMille             | Premio Cecil B. DeMille | Ganador   |
| 1992 | Mejor actor - Comedia o musical     | Hook                    | Candidato |
| 1989 | Mejor actor - Drama                 | Rain Man                | Ganador   |
| 1986 | Mejor actor - Miniserie o telefilme | Muerte de un viajante   | Ganador   |
| 1983 | Mejor actor - Comedia o musical     | Tootsie                 | Ganador   |
| 1980 | Mejor actor - Drama                 | Kramer vs. Kramer       | Ganador   |
| 1977 | Mejor actor - Drama                 | Marathon Man            | Candidato |
| 1975 | Mejor actor - Drama                 | Lenny                   | Candidato |
| 1970 | Mejor actor - Comedia o musical     | John and Mary           | Candidato |
| 1970 | Mejor actor - Drama                 | Midnight Cowboy         | Candidato |
| 1968 | Mejor actor - Comedia o musical     | El graduado             | Candidato |
| 1968 | Nueva estrella del año - Actor      | El graduado             | Ganador   |

Premios del Sindicato de Actores
| Año  | Categoría     | Película          | Resultado |
| ---- | ------------- | ----------------- | --------- |
| 2004 | Mejor reparto | Finding Neverland | Candidato |

Premios Emmy
| Año  | Categoría                                       | Serie                 | Resultado |
| ---- | ----------------------------------------------- | --------------------- | --------- |
| 1985 | Mejor actor - Miniserie o telefilme             | Muerte de un viajante | Ganador   |
| 1985 | Emmy a la mejor dirección - Miniserie, telefilm | Muerte de un viajante | Nominado  |

Premios Tony
| Año  | Categoría                         | Obra                   | Resultado |
| ---- | --------------------------------- | ---------------------- | --------- |
| 1990 | Mejor actor de una obra de teatro | El mercader de Venecia | Candidato |

Festival Internacional de Cine de San Sebastián
| Año  | Categoría       | Resultado |
| ---- | --------------- | --------- |
| 2012 | Premio Donostia | Ganador   |

Festival Internacional de Cine de Venecia
| Año  | Categoría                    | Película | Resultado |
| ---- | ---------------------------- | -------- | --------- |
| 1996 | León de Oro a la trayectoria | -        | Ganador   |